# رافاييل كاردوسو (كاتب)
رافاييل كاردوسو (بالبرتغالية: Rafael Cardoso‏) هو كاتب برازيلي، ولد في 4 يونيو 1964 في ريو دي جانيرو في البرازيل.